# Troides aeacus
Bướm cánh chim vàng (danh pháp khoa học: Troides aeacus) là một loài bướm ngày thuộc Họ Bướm phượng (Papilionidae).

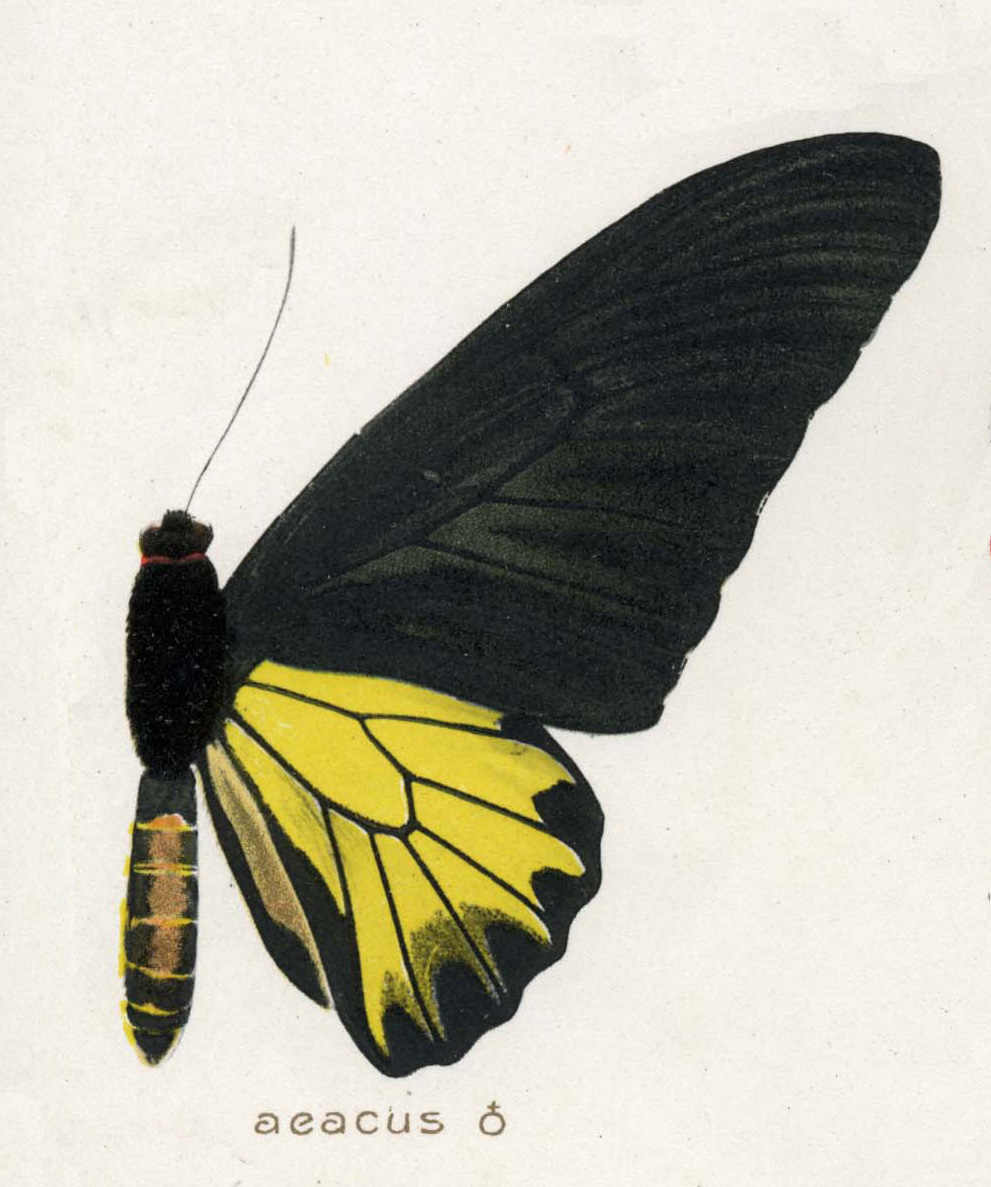
Con đực Troides aecus

Loài này phân bố ở Bắc Ấn Độ, Nepal, Myanmar, Trung Quốc, Thái Lan, Lào, Việt Nam, Đài Loan, Campuchia, bán đảo Mã Lai và Indonesia.
Nó là loài thông thường và không bị đe dọa dù được xếp loại dễ thương tổn. Nó không phổ biến ở Sumatra. Nhiều người đề xuất bảo vệ ở bán đảo Mã Lai.

## Hình ảnh

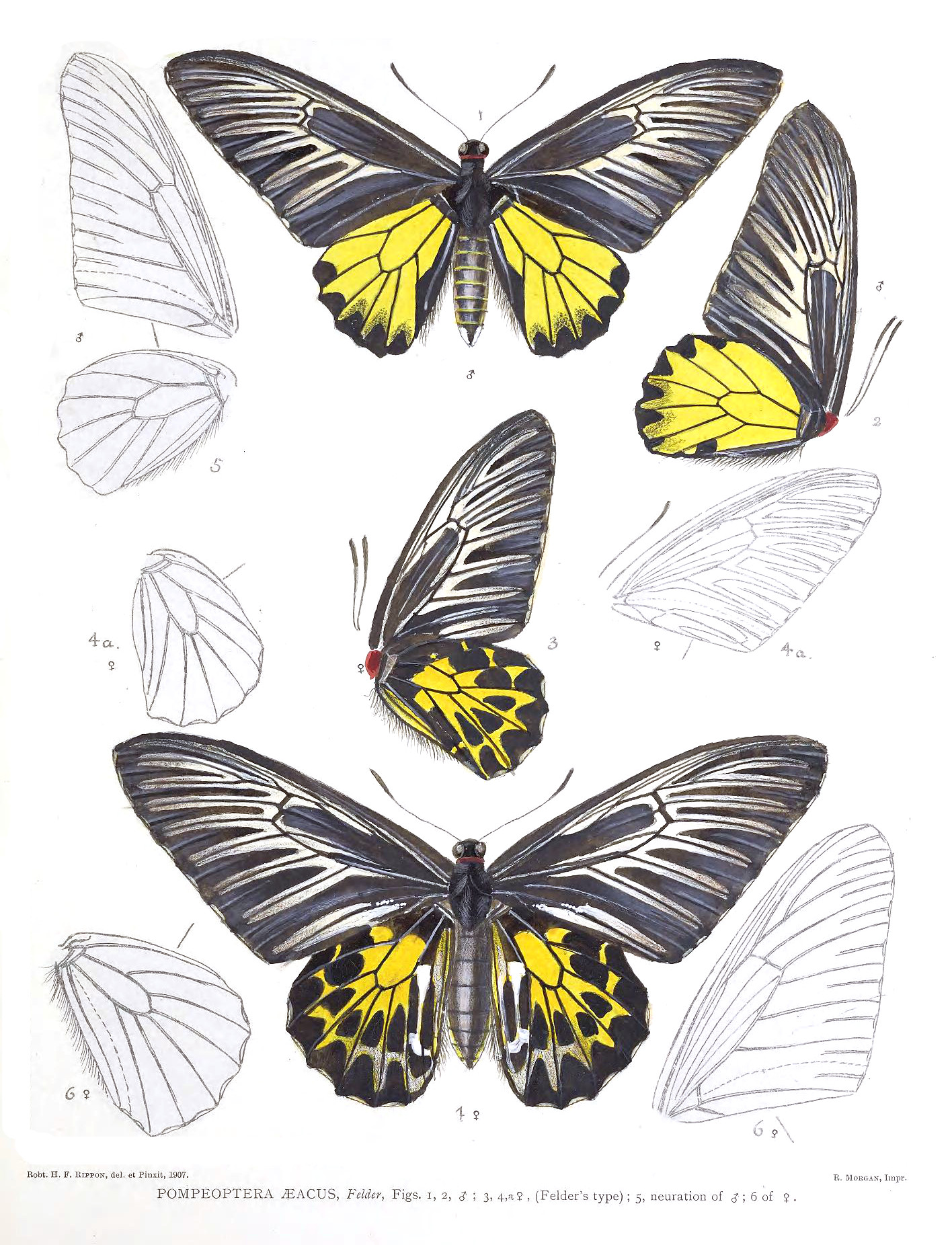
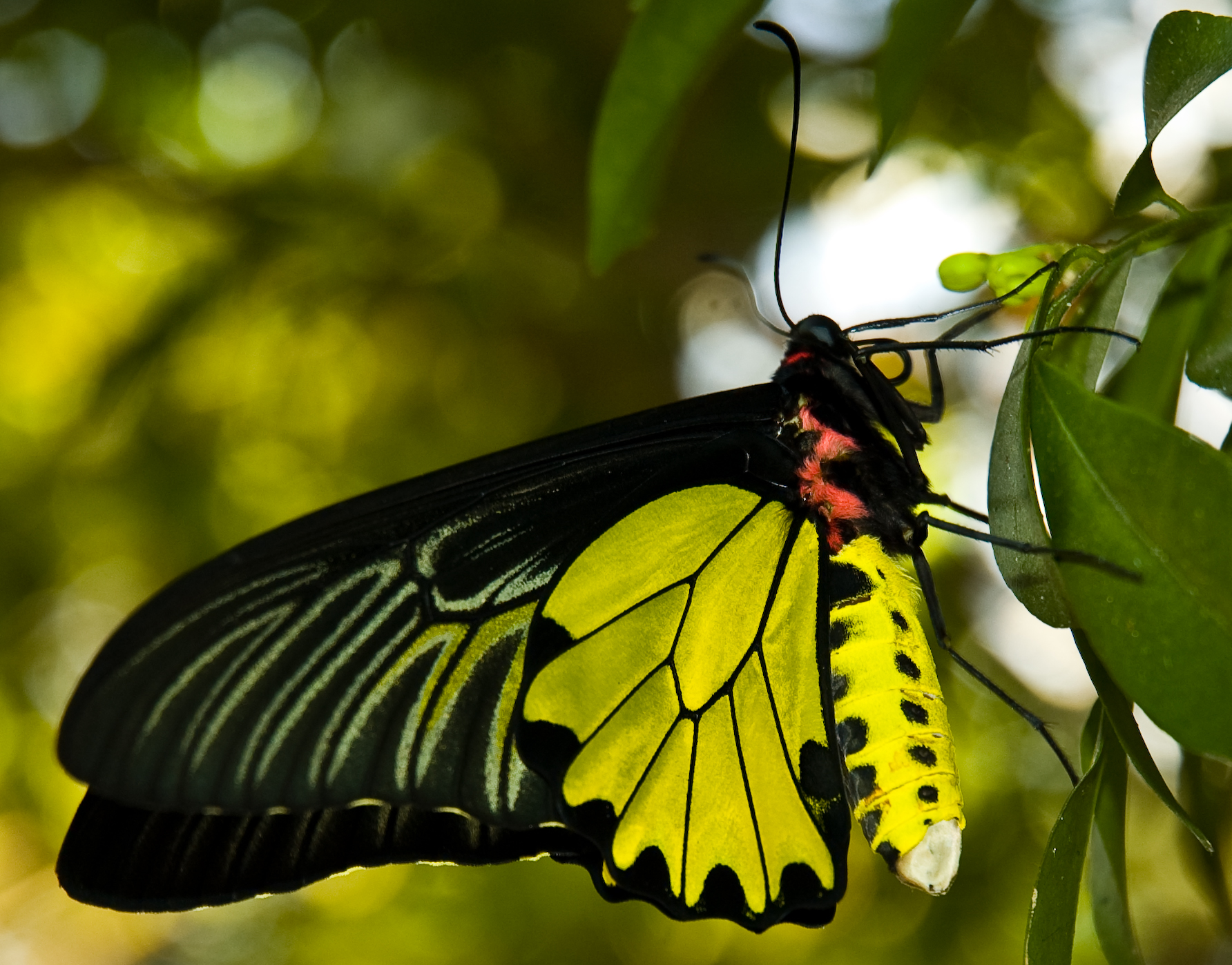
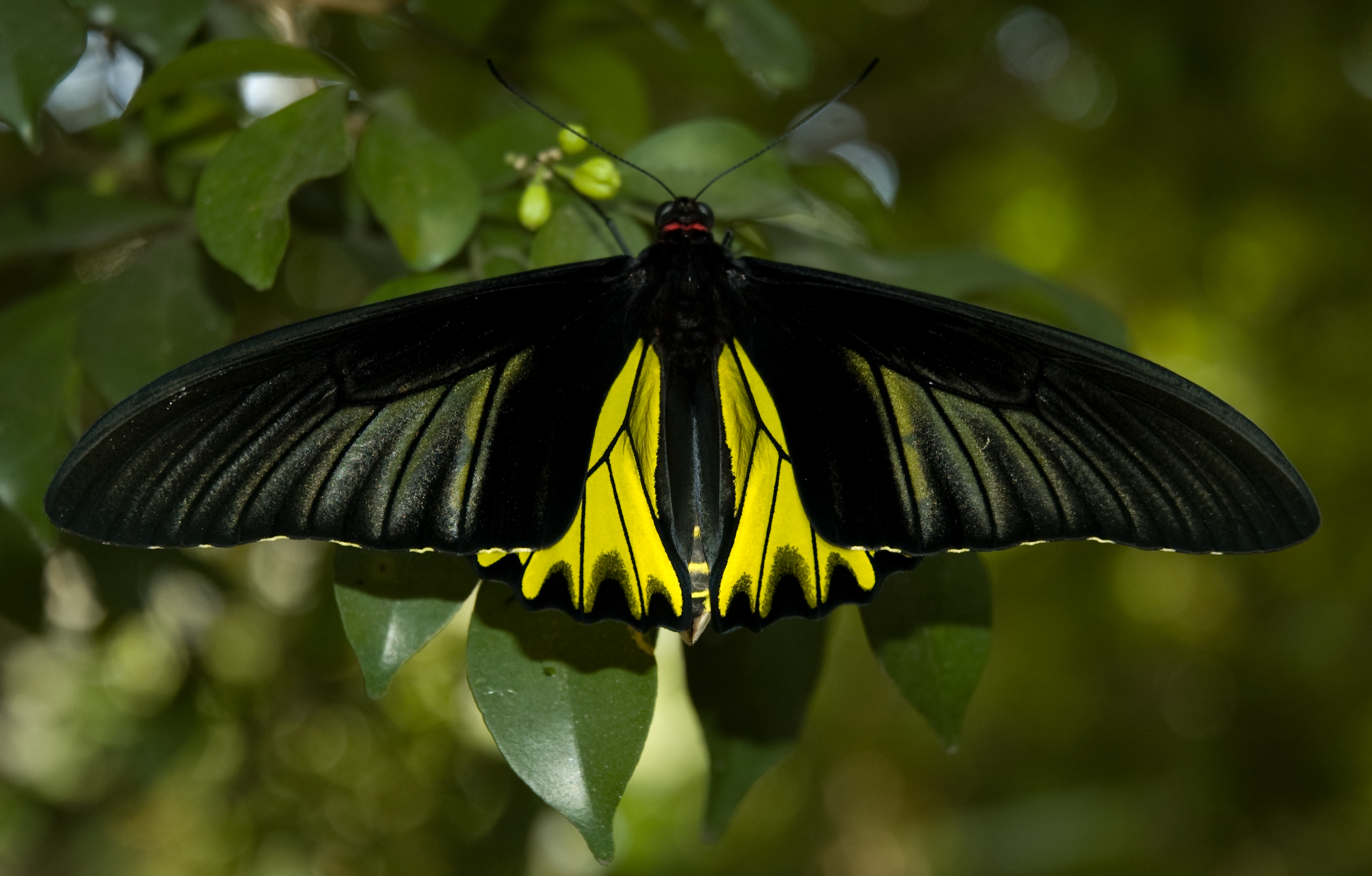
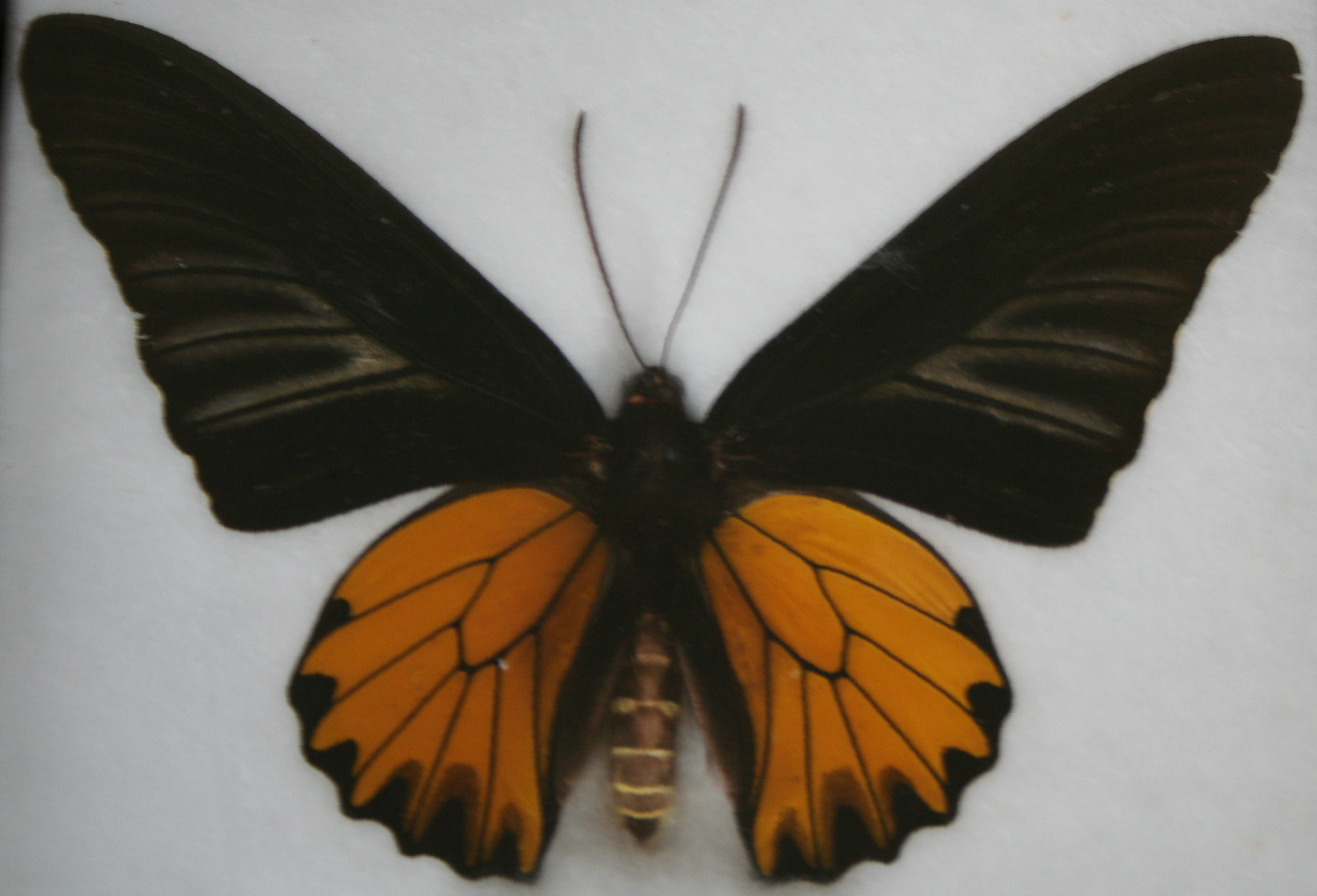

## Cước chú
1. ↑  Collins, N.M. & Morris, M.G. (1985) Threatened Swallowtail Butterflies of the World. IUCN. ISBN 2-88032-603-6